# Robert Sean Leonard
Robert Sean Leonard (Westwood (New Jersey), 28 februari 1969) is een Amerikaans acteur.
Leonard werd geboren als Robert Lawrence Leonard. Toen hij zich na zijn studie aan de Columbia-universiteit aansloot bij de Screen Actors Guild kreeg hij te horen dat er al een lid was met de naam Robert Leonard. Omdat Robert Lawrence Leonard wat te lang was, nam hij als tweede naam de naam van zijn broer Sean aan. Leonard begon met acteren toen hij 14 jaar was. Vanaf zijn zeventiende speelde hij in een aantal televisieseries, maar hij bereikte een groter publiek toen hij in 1989 een van de leerlingen van John Keating (Robin Williams) speelde in de film Dead Poets Society. Samen met onder anderen Ethan Hawke, die hij bij opnamen van Dead Poets Society leerde kennen, richtte hij het theatergezelschap Malaparte op. In 2001 ontving hij een Tony Award voor zijn rol in het stuk The Invention of Love van Tom Stoppard.
Van 2004 tot 2012 speelde hij de rol van Dr. James Wilson in de televisieserie House.

## Filmografie
| Jaar      | Titel                       | Rol              |
| --------- | --------------------------- | ---------------- |
| 1986      | My Two Loves (tv)           | Larry Taylor     |
| 1986      | The Manhattan Project       | Max              |
| 1987      | Bluffing It (tv)            | Rusty Duggan     |
| 1988      | My Best Friend Is a Vampire | Jeremy Capello   |
| 1989      | Dead Poets Society          | Neil Perry       |
| 1990      | Mr. and Mrs. Bridge         | Douglas Bridge   |
| 1991      | Married to It               | Chuck Bishop     |
| 1993      | Swing Kids                  | Peter Müller     |
| 1993      | Much Ado About Nothing      | Claudio          |
| 1993      | The Age of Innocence        | Ted Archer       |
| 1994      | Safe Passage                | Alfred Singer    |
| 1996      | The Boys Next Door (tv)     | Barry Klemper    |
| 1996      | Killer: A Journal of Murder | Henry Lesser     |
| 1996      | I Love You, I Love You Not  | Angel of Death   |
| 1997      | In the Gloaming (tv)        | Danny            |
| 1998      | Standoff                    | Jamie Doolin     |
| 1998      | The Last Days of Disco      | Tom Platt        |
| 1998      | Ground Control              | Cruise           |
| 2001      | Tape                        | Jon Salter       |
| 2001      | A Glimpse of Hell (tv)      | Lt. Dan Meyer    |
| 2001      | Driven                      | Demille Bly      |
| 2001      | Chelsea Walls               | Terry Olsen      |
| 2003      | The I Inside                | Peter Cable      |
| 2003      | A Painted House (tv)        | Jesse Chandler   |
| 2004-2012 | House (tv)                  | Dr. James Wilson |
| 2013      | The Blacklist - S1E7 (tv)   | Frederick Barnes |
| 2022-     | The Gilded Age (tv)         | Luke Forte       |

- Biblioteca Nacional de España: XX1097259
- Bibliothèque nationale de France: cb14028512f (data)
- Catàleg d'autoritats de noms i títols de Catalunya: 981058521052406706
- Gemeinsame Normdatei: 1061718778
- International Standard Name Identifier: 0000 0000 6636 1387
- Library of Congress Control Number: no96030890
- Nationale Bibliotheek van Tsjechië: xx0174091
- Nationale Bibliotheek van Israël: 987007425258905171
- Nationale Bibliotheek van Polen: a0000001649273
- Système universitaire de documentation: 07904932X
- Virtual International Authority File: 19272945
- WorldCat: E39PBJfmmGpKBcyGWWk6hYj6Kd